# Livia caricis
Livia caricis är en insektsart som beskrevs av Crawford 1914. Livia caricis ingår i släktet Livia och familjen rundbladloppor. Inga underarter finns listade i Catalogue of Life.